# 天主教勒克瑙教區
天主教勒克瑙教区 （拉丁語：Dioecesis Lucknovensis）是羅馬天主教的一個教區，位於印度北部，包括北方邦中北部，面積29,418平方公里。受天主教阿格拉总教区管轄。
1940年1月12日升為教區。2004年有教友7,305名。由85名司鐸名管理36個堂區。現任教區主教傑拉德‧瑪弟亞。